# Paratubana nigrocincta
Paratubana nigrocincta är en insektsart som beskrevs av Victor Antoine Signoret 1855. Paratubana nigrocincta ingår i släktet Paratubana och familjen dvärgstritar. Inga underarter finns listade i Catalogue of Life.